# Kelvington (Saskatchewan)
Kelvington est une ville de la Saskatchewan au Canada.

## Géographie
La localité de Kelvington est située dans l'est de la province de Saskatchewan, à 237 km à l'est de la ville de Saskatoon.

## Toponymie
La ville est nommée en hommage au physicien britannique Lord Kelvin.

## Démographie
| 2016 | 2022 |
| ---- | ---- |
| 834  | 864  |